# Преобразование Гильберта
Преобразова́ние Ги́льберта в математике и обработке сигналов — линейный оператор, сопоставляющий каждой функции {\displaystyle u(t)} от действительной переменной функцию {\displaystyle H(u)(t)} в той же области с помощью свёртки исходной функции с функцией {\displaystyle 1/(\pi t)}. В физике эти соотношения известны как соотношения Крамерса — Кронига, связывающие мнимую и действительную части комплексной функции отклика системы.

## Определение
Преобразование Гильберта определено следующим образом (здесь v.p. означает главное значение несобственного интеграла по Коши):
{\displaystyle H(u)(t)={\frac {1}{\pi }}\operatorname {v.p.} \int \limits _{-\infty }^{\infty }{\frac {u(\tau )}{t-\tau }}\,d\tau ,}
или, более явно:
{\displaystyle H(u)(t)={\frac {1}{\pi }}\lim _{\varepsilon \to 0}\int \limits _{\varepsilon }^{\infty }{\frac {u(t+\tau )-u(t-\tau )}{\tau }}\,d\tau ={\frac {2}{\pi }}\lim _{\varepsilon \to 0}\int \limits _{\varepsilon }^{\infty }{\frac {u(t+\tau )-u(t-\tau )}{2\tau }}\,d\tau =H(\delta )(t)*u(t):=\delta (jt)*u(t).}

## Свойства
Результат двукратного применения преобразования Гильберта — исходная функция с обратным знаком:
{\displaystyle H{\big (}H(u){\big )}(t)=-u(t),}
при условии, что оба преобразования существуют.
Преобразование Гильберта даёт функцию {\displaystyle H{\big (}u(t){\big )}}, ортогональную функции {\displaystyle u(t)}.

## Связь с преобразованием Фурье
Преобразование Гильберта является множителем в спектральной области.
{\displaystyle {\mathcal {F}}{\big (}H(u){\big )}(\omega )=-i\operatorname {sgn} (\omega )\cdot {\mathcal {F}}(u)(\omega ),}
где {\displaystyle {\mathcal {F}}(u)(\omega )=\int \limits _{-\infty }^{+\infty }u(t)e^{-i\omega t}\,dt}
— вариант прямого преобразования Фурье без нормировочного множителя.

## Обратное преобразование
{\displaystyle H^{-1}=-H.}

## Некоторые преобразования Гильберта
В следующей таблице параметр частоты {\displaystyle \omega } является действительным числом.
| Сигнал {\displaystyle u(t)\,}                                                   | Преобразование Гильберта {\displaystyle H(u)(t)}                                                                                            |
| ------------------------------------------------------------------------------- | --- |
| константа                                                                       | 0 |
| {\displaystyle \sin \omega t}                                                   | {\displaystyle \operatorname {sgn}(\omega )\sin \left(\omega t-{\tfrac {\pi }{2}}\right)=-\operatorname {sgn}(\omega )\cos \omega t}        |
| {\displaystyle \cos \omega t}                                                   | {\displaystyle \operatorname {sgn}(\omega )\cos \left(\omega t-{\tfrac {\pi }{2}}\right)=\operatorname {sgn}(\omega )\sin \omega t}         |
| {\displaystyle e^{i\omega t}}                                                   | {\displaystyle \operatorname {sgn}(\omega )e^{i\left(\omega t-{\tfrac {\pi }{2}}\right)}=-i\cdot \operatorname {sgn}(\omega )e^{i\omega t}} |
| {\displaystyle 1 \over t^{2}+1}                                                 | {\displaystyle t \over t^{2}+1} |
| {\displaystyle e^{-t^{2}}}                                                      | {\displaystyle 2\pi ^{-1/2}F(t)} (F(t) — интеграл Доусона)                                                                                  |
| Sinc {\displaystyle {\frac {\sin t}{t}}}                                        | {\displaystyle {\frac {1-\cos t}{t}}} |
| Характеристическая функция над отрезком [a, b] {\displaystyle \chi _{[a,b]}(t)} | {\displaystyle {{\frac {1}{\pi }}\ln \left\vert {\frac {t-a}{t-b}}\right\vert }}                                                            |
| Прямоугольная функция (частный случай предыдущего) {\displaystyle \sqcap (t)}   | {\displaystyle {1 \over \pi }\ln \left\vert {t+{1 \over 2} \over t-{1 \over 2}}\right\vert }                                                |
| Дельта-функция {\displaystyle \delta (t)}                                       | {\displaystyle {1 \over \pi t}} |

## Геометрический смысл
Для {\displaystyle 2\pi }-периодических функций, то есть определённых на единичной окружности, преобразование Гильберта имеет интерпретацию в терминах геометрии бесконечномерных однородных пространств. Именно, группа {\displaystyle \mathrm {Diff} ^{+}(S^{1})} сохраняющих ориентацию диффеоморфизмов окружности имеет факторпространство {\displaystyle \mathrm {Diff} ^{+}(S^{1})/\mathrm {U} (1)} по подгруппе, состоящей из поворотов (то есть сохранящих ориентацию изометрий окружности). Он называется пространством Кириллова — Юрьева, и имеет однородную комплексную структуру. Связанный с ней тензор — это и есть преобразование Гильберта. В самом деле, касательное пространство к пространству Кириллова — Юрьева это фактор алгебры векторных полей на окружности по постоянным векторным полям. Касательное расслоение к окружности тривиально, так что векторные поля можно отождествить с {\displaystyle 2\pi }-периодическими функциями, при этом постоянные векторные поля перейдут в константы. На факторе функций на окружности по константам преобразование Гильберта действительно действует как оператор комплексной структуры (то есть оператор с квадратом {\displaystyle -\mathrm {Id} }); его собственное подпространство для собственного числа {\displaystyle {\sqrt {-1}}} (то, что называется в теории Ходжа {\displaystyle (1,0)}-подпространство) есть пространство Харди — граничные значения непрерывных функций на единичном диске, голоморфных на его внутренности (иначе говоря, {\displaystyle 2\pi }-периодические функции, все ненулевые гармоники Фурье которых имеют положительные номера).
Пространство Кириллова — Юрьева допускает расслоение над другим бесконечномерным однородным пространством {\displaystyle \mathrm {Diff} ^{+}(S^{1})/\mathrm {M{\ddot {o}}b} (S^{1})}, фактором группы диффеоморфизмов по граничным значениям мёбиусово преобразование (дробно-линейных) преобразований диска. Легко видеть, что слои этого расслоения суть однородные пространства {\displaystyle \mathrm {M{\ddot {o}}b} (S^{1})/\mathrm {U} (1)}, биголоморфные единичным дискам. Это расслоение популяризовал А. Г. Сергеев.
Можно работать и в обратную сторону. Хорошо известен другой пример расслоения на окружности, база которого имеет естественную комплексную структуру, это расслоение Хопфа {\displaystyle S^{2n+1}\to \mathbb {C} \mathrm {P} ^{n}}. Конус же над сферой может быть отождествлён с комплексным векторным пространством {\displaystyle \mathbb {C} ^{n+1}}, из которого выброшен нуль. Так же и группа {\displaystyle \mathrm {Diff} ^{+}(S^{1})} может быть расширена группой {\displaystyle \mathbb {R} _{>0}} (такое расширение является алгебраическим аналогом восстановления конуса) таким образом, что получившаяся группа будет иметь структуру бесконечномерной комплексной группы Ли. На уровне алгебр Ли это расширение задаётся коциклом Гельфанда — Фукса, который в терминах функций на окружности пишется как {\displaystyle \omega (f,g)=\int _{S^{1}}\left|{\begin{matrix}f'&g'\\f''&g''\end{matrix}}\right|dx}. Соответствующая группа называется группой Вирасоры (иногда Ботта — Вирасоры) и имеет основополагающее значение в теории струн и других разделах конформной теории поля.